# Myrina milo
Myrina milo är en fjärilsart som beskrevs av Smith 1896. Myrina milo ingår i släktet Myrina och familjen juvelvingar. Inga underarter finns listade i Catalogue of Life.